# Islam in Indonesien

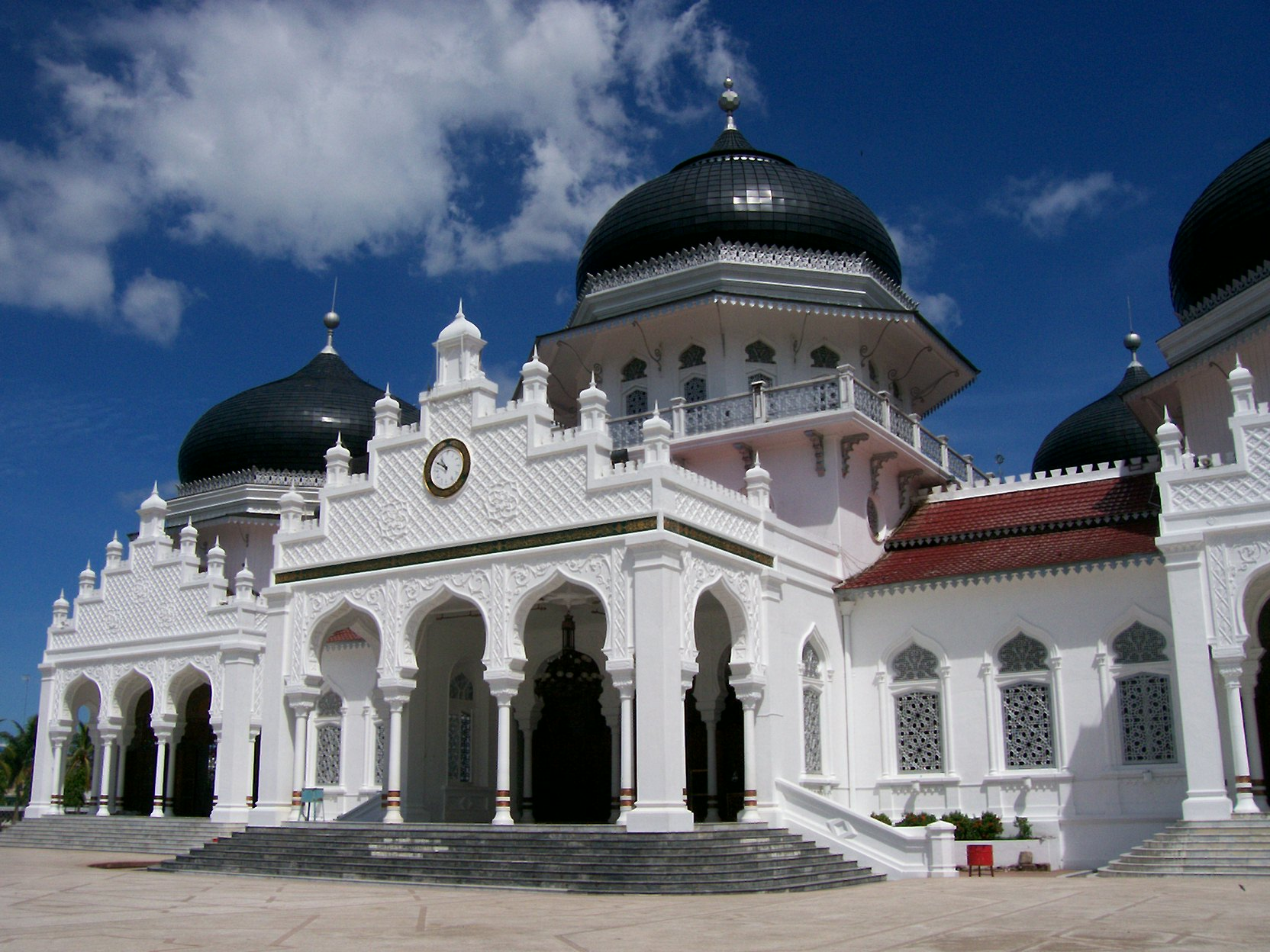
Große Moschee in Banda Aceh, vor 2011

Dominante Religion in Indonesien nach Kecamatan (2022)

Der Islam ist in Indonesien die Religion der Mehrheit der Bevölkerung des Landes. 88 % der Indonesier sind Muslime. Mit über 191 Millionen Muslimen ist Indonesien der Staat mit der größten muslimischen Bevölkerung weltweit.

## Gegenwärtige Situation

### Binnendifferenzierung des Islams in Indonesien

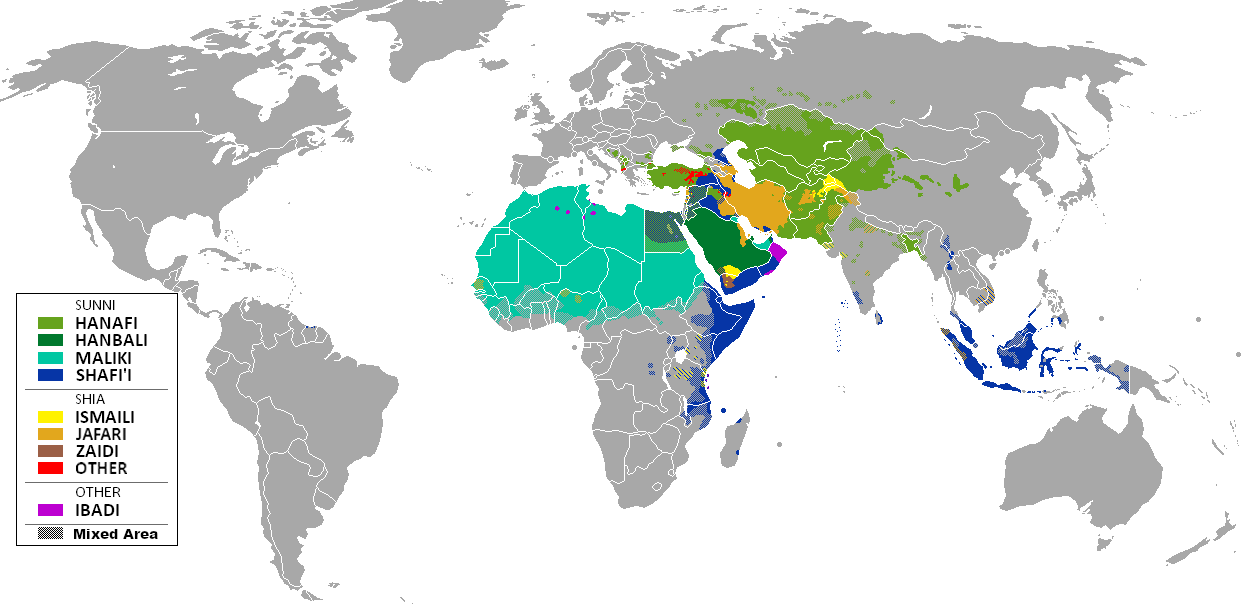
Regionen, in denen Schafiiten die Mehrheit stellen

Die Muslime Indonesiens gehören mehrheitlich der sunnitischen Richtung an und folgen der schafiitischen Rechtsschule. Daneben gibt es etwa 100.000 Schiiten und eine Minderheit von Angehörigen der Ahmadiyya. Seit 2008 ist der Ahmadiyya-Bewegung allerdings die öffentliche Religionsausübung untersagt. Seither kam es durch einen militanten muslimisch-orthodoxen Mob zu mehreren Übergriffen auf einzelne ihrer Mitglieder. Religionsminister Suryadharma Ali forderte im September 2010 das Verbot der Ahmadiyya.
Die Auslegung des Islam unterscheidet sich stark nach Region und ethnischer Zugehörigkeit seiner Anhänger. Als orthodoxe Muslime sind vor allem die Maduresen, Minangkabau, Achinesen und die Makassaren bekannt, während die Javaner und Osing traditionell eine gemäßigte Form des Islam praktizieren. Auf Lombok existiert bei den Wetu Telu eine islamisch-animistische Mischreligion. Auf Java ist die Verehrung der Wali Songo, der neun Heiligen, die zwischen dem 15. und 16. Jahrhundert den Islam auf der Insel verbreitet haben, sehr wichtig. Ihre Gräber stellen bedeutende Wallfahrtsstätten dar. Auch bei den Einwohnern Sumatras und Kalimantans haben sich traditionelle Glaubensvorstellungen und vorislamische Traditionen bis heute erhalten.
Traditionell spielen in Indonesien die Sufi-Orden eine wichtige Rolle. Einer der wichtigsten Orden ist der Kombinationsorden der Tariqa Qadiriyya wa Naqshbandiyya (TQN), der im 19. Jahrhundert von Ahmad Chatīb Sambas (gest. 1875) gegründet wurde und heute in Indonesien mehrere hunderttausend Anhänger hat, wovon die meisten den städtischen Eliten angehören. Die TQN stellt eine Kombination aus Qādirīya und Naqschbandīya dar und ist ein spezifisch indonesischer Orden. Die Qādirīya in ihrer einfachen Form ist bereits seit dem 17. Jahrhundert auf dem Gebiet Indonesiens präsent. Der indonesische Zweig der Qādirīya führt seine Silsila über einen gewissen Muhammad al-Hattāk auf ʿAbd al-ʿAzīz, den Sohn von ʿAbd al-Qādir al-Dschīlānī, zurück.

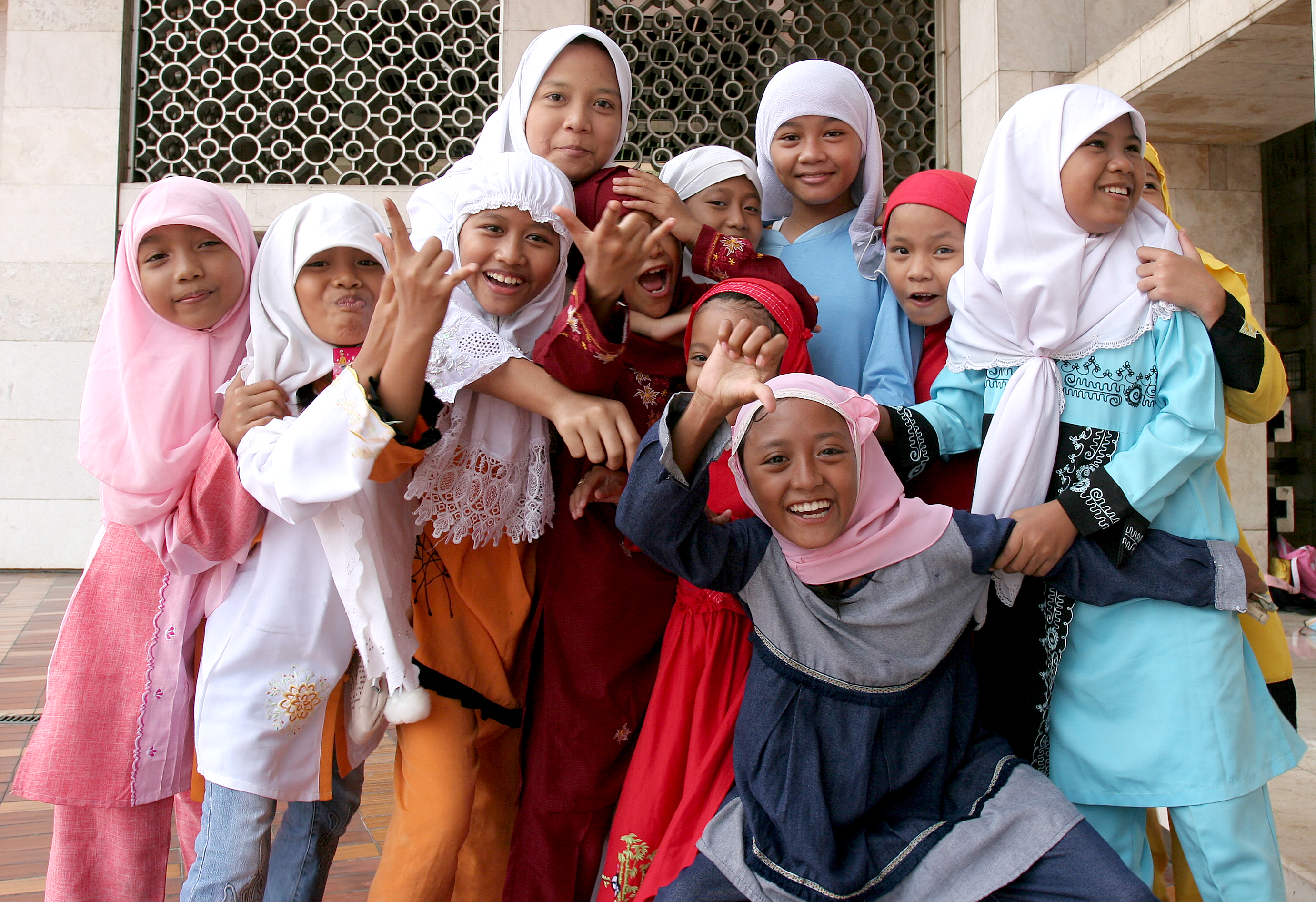
Muslimische Mädchen an der Istiqlal-Moschee in Jakarta, vor 2007

Die beiden größten muslimischen Organisationen Indonesiens sind die traditionalistische Nahdatul Ulama (NU) und die modernistische Muhammadiyah. Dogmatisch sind sie beide an der Aschʿarīya ausgerichtet. Die Nadhlatul Ulama ist mit über 30 Millionen Mitgliedern die größte muslimische Organisation der Welt. Eine Organisation mit militanter Ausrichtung ist die Front Pembela Islam (FPI; „Front der Islam-Verteidiger“) von Muhammad Rizieq Syihab. Sie kämpft für die Einführung der Scharia in Indonesien und geht mit Gewalt gegen Muslime vor, die die religiösen Vorschriften des Islams übertreten, wobei sie sich auf das koranische Prinzip des Gebietens des Rechten und Verbietens des Verwerflichen beruft. In der Dogmatik und Normenlehre ist sie aber ähnlich ausgerichtet wie die NU.
In vielen Provinzen Indonesiens hat sich darüber hinaus in den letzten Jahren der wahhabitische bzw. salafistische Islam verbreitet. Eine Organisation mit explizit dschihadistischer Orientierung ist der Majelis Mujahidin Indonesia (MMI; „Indonesische Dschihad-Kämpfer-Rat“) von Abu Bakar Bashir.
Einer der prominentesten Islam-Prediger im gegenwärtigen Indonesien ist Abdullah Gymnastiar. Eine islamische Vereinigung mit liberaler Ausrichtung ist das „Liberale Islam-Netzwerk“ (Jaringan Islam Liberal). In ihm sind heute etwa tausend indonesische Intellektuelle und Aktivisten zusammengeschlossen.

### Der Islam im staatlichen System
Im Gegensatz zu vielen anderen mehrheitlich muslimischen Staaten ist der Islam in Indonesien nicht de jure Staatsreligion. Grundlegend ist theoretisch vielmehr die 1945 vom damaligen Präsidenten Sukarno formulierte Staatsideologie Pancasila, die auf einen Ausgleich und Toleranz zwischen den verschiedenen Völkern und Religionen Indonesiens abzielt und sechs Religionen bzw. Konfessionen offiziell anerkennt (neben dem Islam die christlichen Konfessionen Protestantismus und Katholizismus, den Hinduismus, den Buddhismus und den Konfuzianismus).
In 16 Provinzen bildet die Scharia die Grundlage der Rechtsprechung. Vor allem aus Aceh wird in diesem Zusammenhang immer wieder von Bestrafungsaktionen wie öffentlichem Auspeitschen oder Stockhieben für Spieler oder für sich öffentlich küssende Paare berichtet. In der indonesischen Stadt Tangerang bei Jakarta wurde das Küssen in der Öffentlichkeit verboten, wenn es länger als fünf Minuten dauert. Zusätzlich wurde Frauen polizeilich verboten, nach 19 Uhr alleine spazieren zu gehen. Immerhin erklärte ein dafür zuständiger Polizeibeamter, dass man bei einer Nichteinhaltung des Gesetzes nicht gleich mit einer Verhaftung zu rechnen brauche. In Jakarta verschwanden Anfang 2006 Getränke mit einem Alkoholgehalt von über 5 % aus den Supermarktregalen.
Die wichtigste islamische Partei Indonesiens ist die Partai Keadilan Sejahtera (PKS). Sie orientiert sich ideologisch an der ägyptischen Muslimbruderschaft.

### Islamische Schulen und Hochschulen
Von großer Bedeutung für die religiöse Sozialisierung der muslimischen Jugend in Indonesien ist das Pesantren-System. Pesantrens sind islamische kostenpflichtige Privat-Schulen, die von einem Kyai, einem religiösen Meister, geleitet werden. Schüler und Absolventen eines Pesantren werden als Santri bezeichnet. Der Staat beteiligt sich an der Finanzierung der Pesantrens.

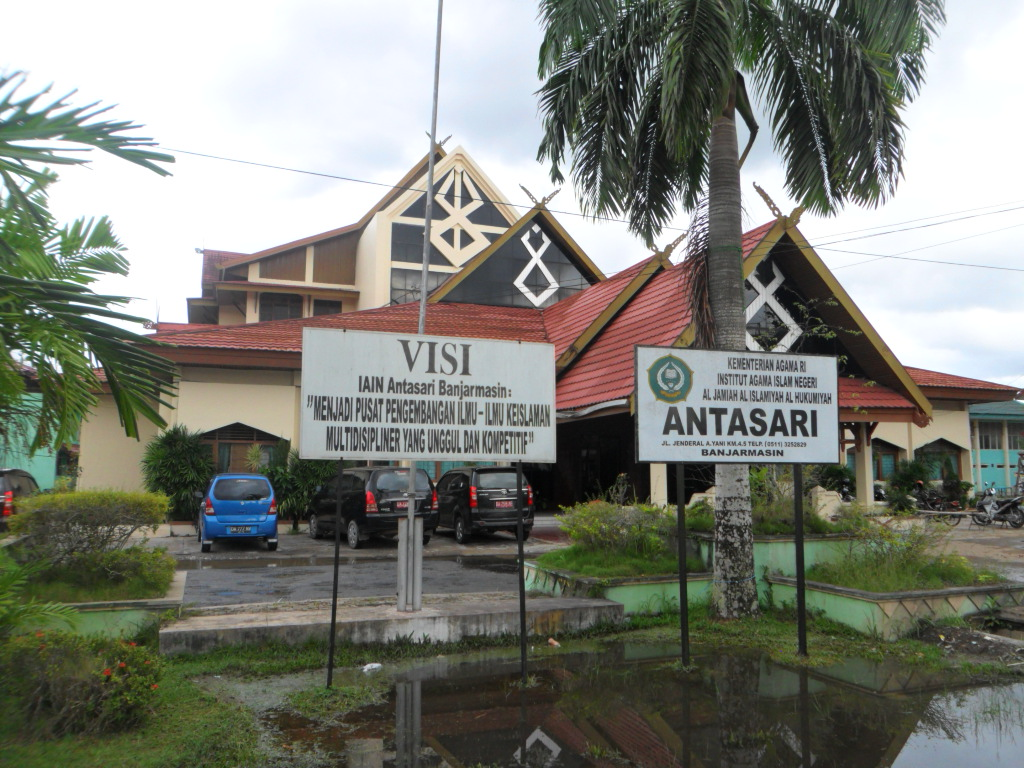
Das Institut Agama Islam Negeri Antasari in Banjarmasin, eine kleinere IAIN in Süd-Kalimantan

Auf weiterführender Ebene besteht in Indonesien ein stark ausgebautes islamisches Hochschulwesen. Dieses gliedert sich in das Staatliche Islamische Hochschulwesen (Perguruan Tinggi Agama Islam Negeri; PTAIN) und das Private Islamische Hochschulwesen (Perguruan Tinggi Keagamaan Islam Swasta; PTKIS). 
Das PTAIN besteht aus drei verschiedene Einrichtungstypen: 
- Die kleinsten sind die Staatlichen Islam-Hochschulen (Sekolah Tinggi Agama Islam Negeri; STAIN), höhere Bildungseinrichtungen, die nur aus einer oder zwei Fakultäten bestehen. Historisch gesehen, waren viele STAINs ursprünglich Zweigstellen größerer universitärer Institutionen.
- Mittelgroße Islam-Hochschulen werden als Staatliche Islam-Institute (Institut Agama Islam Negeri; IAIN) bezeichnet und verfügen in der Regel über mindestens vier oder fünf Fakultäten, nämlich: 
  - Tarbiyah (Religionspädagogik),
  - Scharia (islamisches Recht),
  - Ushuluddin (Theologie),
  - Da'wah (Einladung, Werbung) und
  - Adab (gutes Benehmen).
- Die größten Hochschulen sind die Staatlichen Islamischen Universitäten (Universitas Islam Negeri; UIN), die auch über nichtreligiöse Fakultäten und Studienprogramme verfügen.

Wie die STAIN- und IAIN-Hochschulen sind die UIN-Hochschulen strukturell dem Ministerium für Religion unterstellt, unterstehen allerdings hinsichtlich Regulierung und Aufsicht der Autorität des Ministeriums für Forschung und Hochschulbildung, da dieses für Fakultäten und Studiengänge zuständig ist. 
In ganz Indonesien gab es 2021 18 STAINs, 26 IAINs und 11 UINs.
Eine der wichtigsten UINs ist die Syarif Hidayatullah State Islamic University Jakarta.
Das PTKIS besteht ebenfalls aus drei Arten von Einrichtungen: 
- kleine private islamische Hochschulen (Sekolah Tinggi Agama Islam Swasta; STAIS),
- mittelgroße private Islam-Institute (Institut Agama Islam; IAI) und
- Islam-Fakultäten (Fakultas Agama Islam; FAI), die Teil einer dem Ministerium für Forschung und Hochschulbildung unterstehenden öffentlichen Universität sind.

2021 gab es 496 STAISs, 36 IAIs und 96 FAIs. 
Eine der bekanntesten privaten islamischen Universitäten in Indonesien ist die 1945 gegründete Universitas Islam Indonesia in Yogyakarta.

### Islamische Feste

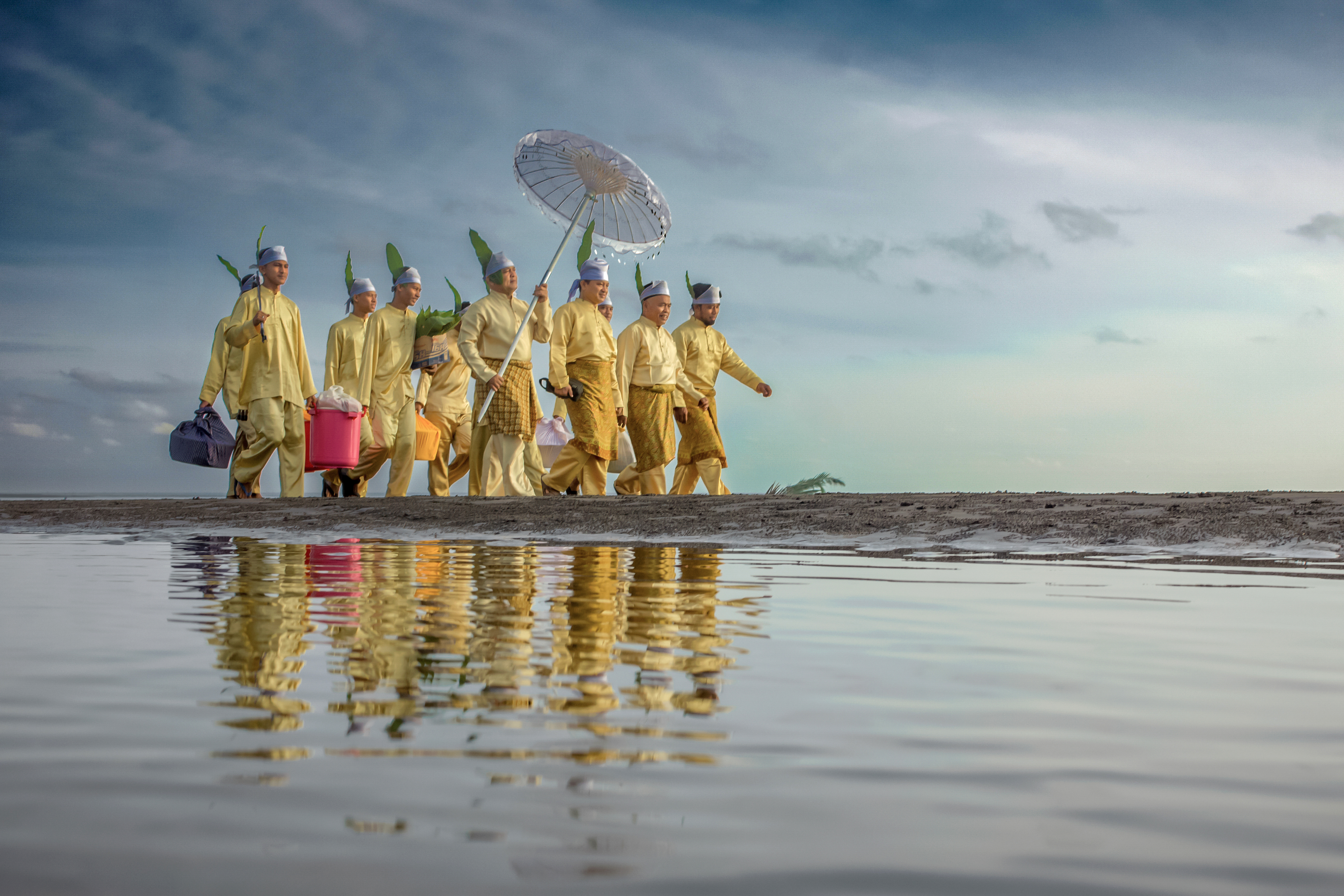
Mandi Safar im Dorf Air Hitam Laut: Männer bringen mit Koranversen beschriebene Mangoblätter zum Strand.

Die drei wichtigsten islamischen Feste sind wie in anderen islamischen Ländern auch das Opferfest (Iduladha) vom 10. bis 12. Dhū l-Hiddscha, das Fest des Fastenbrechens (Idulfitri oder Lebaran) im Anschluss an den Ramadan in den ersten Tagen des Monats Schauwāl und der Prophetengeburtstag (Maulid Nabi Muhammad) am 12. Rabīʿ al-awwal. In der Stadt Yogyakarta auf Java geht dem Prophetengeburtstag eine ganze Festwoche mit Umzügen, Musikdarbietungen und Vorträgen von Prophetengeschichten voraus. Während dieser Zeit findet auf dem nördlichen Vorplatz des Kraton ein Jahrmarkt statt, der Sekaten genannt wird.
Ein Festbrauch, der ausschließlich in der Provinz Jambi und auf den Riau-Inseln verbreitet ist, ist die Badezeremonie Mandi Safar („Safar-Bad“) am vorletzten Mittwoch des zweiten islamischen Monats Safar. Bei dieser Zeremonie streuen die Menschen mit Koranversen beschriebene Mangoblätter ins Wasser und nehmen anschließend ein Bad darin. Ähnliche Zeremonien werden in verschiedenen Gegenden Javas am letzten Safar-Mittwoch unter dem Namen Rebo Wekasan abgehalten.

## Geschichte

### Islamisierung

#### Sumatra
Einer 674 datierten chinesischen Quelle zufolge soll es in Südsumatra (Srivijaya, heute Palembang) eine Siedlung arabischer Händler gegeben haben. Vermutlich gelangten Ende des 9. Jahrhunderts aus China vertriebene muslimische Händler arabischer und persischer Herkunft über die Malaiische Halbinsel bis nach Sumatra. Ab Anfang des 12. Jahrhunderts kamen mit den Händlern aus Arabien auch Islamgelehrte, die ihre arabische Kultur – einschließlich der in der religiösen Musik gespielten Laute Gambus – mitbrachten und eine intensive Islamisierung Nordsumatras im 13. Jahrhundert betrieben. Ein Grabstein aus Lamreh in Aceh aus dem Jahr 1211 ist der früheste Beleg für einen Herrscher auf dem Gebiet des heutigen Indonesiens, der den Islam annahm. Die Herrscher von Samudera Pasai, einem weiteren Hafen in Aceh, gingen in den 1290er Jahren zum Islam über. Im Laufe des 16. Jahrhunderts entwickelte sich das in der gleichen Region gegründete Sultanat von Aceh zur wichtigsten muslimischen Handelsmacht im Malaiischen Archipel sowie auch zu einem bedeutenden Zentrum islamischer Gelehrsamkeit. Von hier aus verbreitete sich der Islam auch bei der Bevölkerung im Inland der Insel. Bei der Verbreitung des Islams in Sumatra spielten die Institution des Surau sowie der Schattārīya-Orden eine sehr wichtige Rolle. Die Schattārīya geht auf den aus Gujarat stammenden Scheich Sibghatullāh (gestorben 1606) zurück, der den Orden Ende des 16. Jahrhunderts in Indien gründete und dann durch Mission im Hedschas internationalisierte.

#### Java

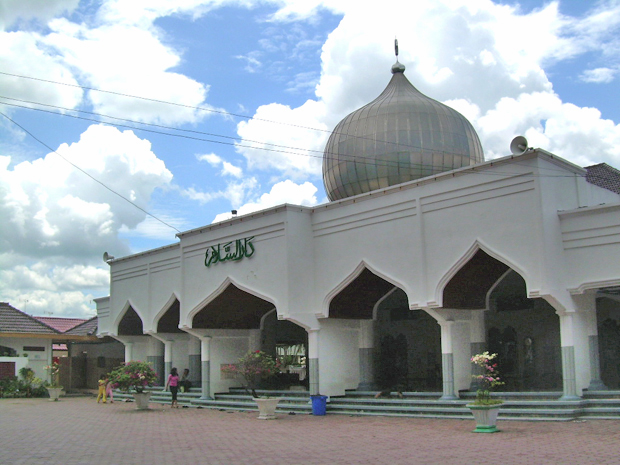
Darussalam-Moschee in Ostjava, vor 2008

Durch arabische und persische Muslime gelangte der Islam zu Beginn des 15. Jahrhunderts nach Java. Um 1475 wurde mit Demak das erste islamische Fürstentum auf Java gegründet. Für die Geschichte Javas war von großer Bedeutung, dass 1527 der Sultan von Demak das letzte größere hindu-buddhistische Königreich von Majapahit vernichtete. Bis 1550 brachte Demak die wichtigsten nordjavanischen Städte von Malang im Osten bis Cirebon im Westen unter seine Kontrolle. Mit dem Aufstieg Demaks begann die Blütezeit der Walis, der „Gottesfreunde“, die durch ihre Lehrtätigkeit, nicht selten jedoch auch als kämpferische Glaubenshelden, den Islam über die Küstengebiete Javas hinaus im Inland zu verbreiten begannen. Einer von diesen Walis, Sunan Gunungjati, gründete 1527 in Westjava das Sultanat von Banten, das seine Herrschaft bald auch auf Südsumatra und Teile Borneos ausdehnen konnte.
Obwohl die verschiedenen Sufi-Orden angehörenden „Wali Songo“ mehr oder weniger strenge Glaubenslehren des Islam verbreiteten, wurden auch alte religiöse Vorstellungen und kulturelle Traditionen abgewandelt, mit Formelementen der arabischen Kultur angereichert und zur unterhaltsamen Verbreitung des neuen Glaubens verwendet. Ein Beispiel ist das indonesische Schattenspiel (Wayang Kulit) und speziell für die Insel Lombok der Sagenzyklus Serat Menak Sasak.
Ende des 16. Jahrhunderts entstand in Zentraljava ein weiteres Reich, dessen Herrscher sich in der Nachfolge des altjavanischen Reichs von Mataram sahen, aber zum Teil ebenfalls auf eine islamische Legitimation Wert legten. Unter Sultan Agung (1613–1646) erreichte dieses neue Mataram-Reich den Höhepunkt seiner Macht: es umfasste nicht nur nahezu das gesamte Mittel- und Ostjava, sondern nahm auch Teile Borneos, Südsumatras und Teile Ostindonesiens ein.
Das Verhältnis zwischen Herrschern und den Vertretern des Islam schwankte aber stark in Mataram. Agungs Sohn und Nachfolger Amengku Rat I (1646–1677) ließ, wie die Berichte sagen, 6.000 islamische Lehrer (kiyai) ermorden. Anfang des 17. Jahrhunderts war die Islamisierung Sumatras und Javas weitgehend abgeschlossen. Für die weitere Verbreitung des Islams auf Java waren ab dem 18. Jahrhundert die pesantren-Schulen von großer Bedeutung. Hierbei handelt es sich um von Kiyais in Dörfern errichtete Internatsschulen, in denen die Schüler für längere Zeit mit ihren Lehrern lebten, um eine religiöse Ausbildung zu erhalten, wobei sie als Gegenleistung ihren Lehrer beim Erwerb seines Lebensunterhaltes unterstützten.

#### Die übrigen Inseln
Im 17. und 18. Jahrhundert erreichte der Islam auch die übrigen indonesischen Inseln. Zu Beginn des 17. Jahrhunderts ging das Reich Gowa auf der Insel Sulawesi zum Islam über. Eine der bedeutendsten muslimischen Persönlichkeiten aus Gowa war der sufische Gelehrte Yūsuf al-Maqassārī (1627–1699). Er stand im Zentrum eines weitverzweigten muslimischen Netzwerks, das über Ceylon und Arabien bis nach Südafrika reichte.
Von Sumatra und Java aus gelangten auf friedlichem und militärischem Weg außerdem Lombok sowie Ost- und Südostborneo unter islamischen Einfluss. Allein Bali blieb hindu-buddhistisch. Auf den Kleinen Sundainseln und den Molukken dominieren oft christliche Religionen. In Westneuguinea dominieren ethnische Religionen und Christentum. Der muslimische Anteil der Bevölkerung nimmt aber seit dem Anschluss an Indonesien durch die Transmigrasi-Politik zu, so dass er inzwischen über 20 % liegt.

### Der Islam in Niederländisch-Indien
Die grausame Verfolgung der islamischen Gelehrten durch Amengku Rat I löste in Mataram eine Reihe von Aufständen aus, von denen derjenige des Raden Trunajaya aus Madura der bedeutendste war. Der Herrscher war daraufhin gezwungen, die Unterstützung der Niederländischen Ostindien-Kompanie (Vereenigde Oostindische Compagnie; VOC) zu suchen, die 1617 in Batavia einen Handelsstützpunkt errichtet hatte. Sie griff 1677 zugunsten des Herrschers ein. Die zunehmende Abhängigkeit des Hofes von den Niederländern führte zum Niedergang der Dynastie von Mataram, die 1755 schließlich aufgeteilt wurde. Die beiden wichtigsten Teilstaaten wurden Surakarta (Solo) im Osten und Yogyakarta im Westen. Während Solo im Allgemeinen den Kejawen, d. h. die vorislamischen weltanschaulichen Traditionen Javas, pflegte, bemühte sich der Hof (Kraton) in Yogyakarta stärker um eine Synthese javanischer und islamischer Vorstellungen. Die Niederländer konnten im Laufe des 18. Jahrhunderts eine indirekte Herrschaft über die beiden Sultanate errichten.
Anfang des 19. Jahrhunderts entstand auf Westsumatra die Padri-Bewegung. Einige ihrer Anführer waren während ihrer Pilgerfahrt nach Mekka mit wahhabitischen Ideen in Kontakt gekommen. Die Padris bekämpften insbesondere die matrilinearen Traditionen bei den Minangkabau sowie Tabakgenuss und Hahnenkämpfe. Daneben führten sie den Kampf gegen die niederländische Kolonialmacht. Zwischen 1809 und 1830 dehnten die Niederländer zur Wahrung ihrer politischen und wirtschaftlichen Interessen ihren Kolonialbesitz weiter aus; Java, Sumatra und andere Inseln des Archipels kamen in dieser Zeit zum großen Teil unter direkte niederländische Kontrolle. Gegen diese zunehmende koloniale Durchdringung leisteten die Padris Widerstand. Die sogenannten Padri-Kriege dauerten bis 1839. Erst in diesem Jahr gelang es den Niederländern, Bonjol, das letzte Bollwerk der Padris einzunehmen.
Unter den Muslimen auf Java kam es in der zweiten Hälfte des 19. Jahrhunderts zu einem Polarisierungsprozess mit der Bildung von zwei Gruppen, den Putihan („Weiße“) und den Abangan („Rote“). Während erstere sich stark am normativen Islam orientierten, nach Mekka pilgerten und eine Purifizierung der Religion anstrebten, praktizierten die Abangan ihre synkretistische Form des Islams weiter und setzten sich von den Purifizierungsbemühungen der Putihan ab. Einige Vertreter der herrschenden Eliten (Priyayi) wandten sich in den 1870er Jahren sogar ganz vom Islam ab und begannen in literarischen Werken die vorislamische Zeit Javas zu verherrlichen. Ihrer Meinung nach war die Islamisierung Javas ein großer zivilisatorischer Fehler gewesen. Zu den Werken in javanischer Sprache, die in diesem Geist geschrieben wurden, gehören das Babad Kedhiri, das Serat Dermagandhul und das Suluk Gatholoco.
Anfang des 20. Jahrhunderts gerieten viele Muslime Niederländisch-Indiens unter den Einfluss des ägyptischen Reform-Denkers Muhammad Abduh und seiner Zeitschrift al-Manār (der Leuchtturm). Man teilte sich bald in zwei Lager: die kaum muda („Gruppe der Jungen“), die ʿAbduhs Positionen folgten und sich europäisch kleideten und die kaum tua („Gruppe der Alten“), die dies ablehnten.
Zur Abwehr des Einflusses der Wahhabiyya schlossen sich in Niederländisch-Indien im Januar 1926 die asch'aritisch orientierten Gelehrten in der Gesellschaft „Erhebung der Gelehrten“ (Nahdatul Ulama; NU) zusammen. Diese Vereinigung entwickelte sich in der Folgezeit zu einer der größten islamischen Organisationen in Niederländisch-Indien.

### Unter japanischer Besatzung
Nachdem 1941/42 japanische Truppen Niederländisch-Indien besetzt hatten, bemühten sie sich, dort die anti-niederländischen islamischen Gruppen weiter zu stärken. Die japanische Militärregierung hofierte die verschiedenen islamischen Gruppen und schloss sie in einem gemeinsamen Repräsentationsgremium, dem Konsultativrat der indonesischen Muslime (Madjlis Sjuro Muslimin Indonesia, kurz Masjumi), zusammen. Außerdem förderte sie den Aufbau islamischer Milizen, um im Falle eines alliierten Gegenangriffs über lokale Hilfstruppen zu verfügen. Auf diese Weise wurde der politische und militante Islam in Niederländisch-Indien beträchtlich gestärkt. Im Zuge der japanischen Vision, ein eigenes Kolonialreich aufzubauen, wurden die muslimischen Führer der Unabhängigkeitsbewegung in Niederländisch-Indien durch die japanische Militäradministration gezielt gefördert. US-Dokumente aus dem Zweiten Weltkrieg belegen, wie Japan über Jahrzehnte hinweg die Gruppe des Islam als politischen Faktor für seine eigenen Ziele radikalisierte. Japan erhoffte sich durch die Stärkung des Faktors Religion innerhalb der Unabhängigkeitsbewegung einen starken Widerstand gegen die europäischen Kolonialmächte. Durch eine unabhängige asiatische Handelszone versprach sich Japan außerdem mehr Selbstständigkeit gegenüber dem Westen.

### Nach der Unabhängigkeit

#### Der Konflikt um die Jakarta-Charta
Im April 1945 setzten die Mitglieder des Masjumi ein Komitee zur Vorbereitung der Unabhängigkeit ein. Dieses Komitee legte durch die Ausarbeitung eines Verfassungsentwurfs die Grundlagen für die staatliche Identität Indonesiens. Ein sehr wichtiger Punkt war dabei die von dem Nationalisten Soekarno entwickelte Doktrin der Pancasila. Die fünf Prinzipien waren: 1. Nationalismus; 2. Humanismus; 3. Konsultation; 4. Soziale Wohlfahrt; 5. der Glaube an den Einen und Einzigen Gott. Nach Vorlage des Entwurfs kam es zu einer langen innenpolitischen Debatte zwischen Säkularisten und Vertretern des Politischen Islams über die Rolle des Islams in dem neu zu gründenden Staat, an deren Schluss die sogenannte Jakarta-Charta (Piagam Jakarta) vom Juni 1945 stand: das fünfte Prinzip wurde in dieser Version der Pancasila an die erste Stelle gesetzt und durch die Formel ergänzt: „mit der Verpflichtung der Einhaltung der Scharia des Islams durch seine Anhänger“ (dengan kewajiban menjalankan syariat Islam bagi pemeluk-pemeluknya). Dieser Zusatz, der auf Indonesisch als die „sieben Worte“ (tujuh kata) bekannt ist, ist aber nicht in die Präambel der Verfassung aufgenommen worden, die Soekarno und Hatta bei der Ausrufung der Unabhängigkeit Indonesiens im August 1945 verkündeten.
Die Vertreter des politischen Islams wollten sich damit nicht zufriedengeben. Im November 1945 gründeten sie die Masjumi-Partei, die die Wiedereinsetzung der Jakarta-Charta forderte. Lediglich das Erscheinen niederländischer Truppen, die das Land wieder zu besetzen versuchten, zwang sie zur Zusammenarbeit mit der republikanischen Regierung.

#### Der Darul-Islam-Aufstand
Als die Regierung im Januar 1948 im Renville-Abkommen den Niederländern Westjava überließ, kam es jedoch zu einer islamischen Absetzungsbewegung, die von dem Masjumi-Politiker Sekarmadji Maridjan Kartosuwirjo angeführt wurde. Kartosuwirjo, der während der japanischen Besatzung zwei islamische Milizen kommandiert hatte, fasste diese in Westjava zum „Indonesischen Islam-Heer“ (Tentara Islam Indonesia TII) und baute in dem von ihm beherrschten Gebiet staatliche Strukturen auf, die er als Darul Islam bezeichnete. Noch während die niederländischen Truppen im Lande waren, gerieten seine Truppen in Konflikt mit den Streitkräften der Republik.
Nachdem die letzten niederländischen Truppen Indonesien verlassen hatten, proklamierte Kartosuwirjo am 5. August 1949 den „Islamischen Staat von Indonesien“ (Negara Islam Indonesia). Kartosuwirjo versuchte, eine islamische republikanische Ordnung zu begründen, in der der Koran die ethische Grundlage für eine eigenständige Nationalkultur bilden sollte. 1952 schloss sich dem Darul Islam ein Guerilla-Führer in Süd-Sulawesi an. Und 1953 erklärte auch der Militärgouverneur von Aceh das ihm unterstehende Gebiet zum Bestandteil des Darul Islam.
Der drohenden Spaltung des Landes begegnete Soekarno 1957 mit einer autoritären Wende. 1960 verbot er die Masjumi. Durch Darul Islam war in der Regierung ein allgemeines Misstrauen gegenüber dem politischen Islam entstanden, das auch die Majumi einschloss. Kartosuwiryo geriet 1962 in indonesische Gefangenschaft, aber es dauerte noch bis 1965, bis die „Islamische Armee“ endgültig besiegt war.

#### Der Aufstieg der Salafiyya
Die Pancasila wurde in den 1970er Jahren noch strenger durchgesetzt als früher und entwickelte sich zu einer offiziellen Zivilreligion. Gleichzeitig bahnte sich in der indonesischen Gesellschaft ein Prozess der Re-Islamisierung an. Muhammad Natsir und andere ehemalige Führer der Masyumi-Partei hatten schon 1967 den Indonesischen Rat für islamische Da'wa (Dewan Dakwah Islamiyah Indonesia; DDII) gegründet, eine Organisation, die sich stark an Saudi-Arabien anlehnte. Durch das DDII sowie das 1980 in Jakarta gegründete saudische „Institut für das Studium des Islams und der arabischen Sprache“ (Lembaga Ilmu Pengetahuan Islam dan Bahasa Arab; LIPIA) erhielt in den 1980er Jahren die wahhabitische Form des Islams in Indonesien starken Auftrieb. Absolventen des LIPIA, die ihr Studium in Saudi-Arabien abgeschlossen hatten und am Krieg in Afghanistan teilgenommen hatten, verbreiteten nach ihrer Rückkehr salafistische Lehren.
Um seine politische Legitimationskrise zu überwinden, setzte Präsident Suharto, der persönlich eher javanisch-synkretistischen Glaubenslehren nahestand, ab Anfang der 1990er Jahre ebenfalls auf die islamische Karte. Als Gegengewicht zur Nahdlatul Ulama ließ er 1990 durch ein Regierungsmitglied die staatsnahe „Indonesische Organisation muslimischer Intellektueller“ (Ikatan Cendekiawan Muslim Indonesia; ICMI) gründen. 1991 reiste er außerdem zum Haddsch nach Saudi-Arabien.

### Reformasi-Ära
Mit Beginn der Reformasi-Ära nach Suhartos Rücktritt im Mai 1998 erlebte Indonesien ein Aufleben des politischen Islams. Innerhalb von sechs Monaten wurden 42 islamische politische Parteien gegründet, darunter auch die PKS. Muhammad Rizieq Syihab, ein LIPIA-Absolvent, der in den 1980er Jahren in Saudi-Arabien studiert hatte, gründete im August 1998 seine Islamische Verteidigungsfront.

#### Interreligiöse und konfessionelle Spannungen
In Westneuguinea kam es zu schweren Übergriffen auf die überwiegend christliche Papua-Bevölkerung durch die Milizen muslimischer Siedler aus Java und durch das indonesische Militär. In Westneuguinea fanden schwere Übergriffen auf die überwiegend christliche Papua-Bevölkerung durch die Milizen muslimischer Siedler aus Java und durch das indonesische Militär statt. Unabhängigen Schätzungen zufolge sind allein in diesem Landesteil seit der Besetzung durch Indonesien bis zu 100.000 Menschen Opfer von politisch und religiös motivierter Gewalt geworden. In Zentral-Sulawesi fanden durch ähnliche Konflikte bisher mehr als 1.000 Menschen den Tod. Teile von Zentral-Sulawesi (darunter der Poso-Bezirk), einer Region, in der die Zahl von Muslimen und Christen etwa gleich hoch ist, sind geprägt von einem eher konservativen Islam.
Als im Januar 1999 in Folge der jahrzehntelang praktizierten Politik der Transmigrasi auf den Molukken ein Konflikt zwischen Christen und Muslimen ausbrach, gründeten indonesische Salafi-Muslime zur Verteidigung der islamischen Umma verschiedene Dschihad-Milizen, darunter Laskar Jihad (LJ) und Laskar Mujahidin Indonesia (LMI). In den interreligiösen Konflikten auf den Molukken, an denen diese Milizen beteiligt waren, kamen in den Jahren bis 2002 ca. 10.000 Menschen bei Kämpfen ums Leben. Die meisten Opfer waren ambonesische Christen. Nach dem Anschlag von Bali 2002, für den die transnationale Terrororganisation Jemaah Islamiyah verantwortlich war, wurden die beiden genannten Dschihad-Milizen zwar wieder aufgelöst, der Majelis Mujahidin Indonesia (MMI), aus dem heraus LMI gegründet wurde, besteht allerdings als dschihadistische Dachorganisation bis heute weiter.

#### Auseinandersetzungen über die Rolle der Scharia
Die islamischen Parteien, darunter die Vereinigte Entwicklungspartei (Partai Persatuan Pembangunan – PPP) und die Halbmond-Stern-Partei (Partai Bulan Bintang – PBB), starteten 2000 eine politische Kampagne zur erneuten Wiederaufnahme der „sieben Worte“ der Jakarta-Charta in die Verfassung, und zwar durch einen Zusatz zu Artikel 29, der sich mit der Stellung Religion im Staat beschäftigt. Auf Druck der FPI, der Hizb ut-Tahrir und dem MMI schlossen sich 2002 noch weitere in der Beratenden Volksversammlung vertretene islamische Parteien dieser Position an. Die beiden islamischen Massenorganisationen Nahdlatul Ulama und Muhammadiyah standen dieser Initiative dagegen ablehnend gegenüber. Zwei andere gemäßigt-islamische Parteien, die in der sogenannten Reformasi-Fraktion zusammengeschlossen waren, schlugen vor, Absatz von Artikel 29 durch einen religionsneutralen Zusatz zu versehen, der die Angehörigen der verschiedenen Religionen dazu verpflichtete, ihre spezifischen religiösen Vorschriften einzuhalten. Dieser geplante Zusatz wurde in Anlehnung an die Gemeindeordnung von Medina als „Medina-Charta“ bezeichnet, weil er die religionsplurale Politik des Propheten Mohammed in seiner frühen Phase in Medina widerspiegeln sollte. Nach langen Diskussionen in einem ad-hoc-Komitee der Beratenden Versammlung wurde der Plan zur Verfassungsänderung schließlich ad acta gelegt.
2006 wurde in Indonesien auf Druck islamischer Gruppierungen ein Anti-Pornographie-Gesetz verabschiedet. Da zum Teil auch traditionelle Kostüme und Trachten unter die Kategorie „Pornographie“ fallen, stieß dieses Gesetz auf heftigen Widerstand von Intellektuellen, Künstlern und Frauenrechtsorganisationen.